# Георги Чкатров
Георги Чкатров е виден български лекар и общественик от Македония.

## Биография
Роден е в 1875 година в българския македонски град Прилеп, тогава в Османската империя. По-късно семейството се мести в Битоля. В 1895 година завършва с десетия випуск Солунската българска мъжка гимназия.
След интернирането на директора на Прилепското българско мъжко класно училище Стоян Димитров Лазов в учебната 1898/1899, учителското тяло избира Никола Каранджулов за изпълняващ длъжността директор на прогимназията, но Прилепската българска община назначава Георги Чкатров. Двамата влизат в конфликт на училищния празник Св. св. Кирил и Методий през май 1899 година, като ученикът Тодор Попадамов дори удря плесница на Чкатров, като скандалът е потушен след намесата на полиция.
В 1906 година Георги Чкатров завършва медицина в Лозанския университет, Швейцария. Завръща се в родния си град и полага задължителните изпити, за да може да практикува в Османската империя, но среща съпротива от местните власти. Заминава за Цариград, за да държи съответните изпити и за уреждане на документите, но е върнат насила в Прилеп и му е заявено, че на българи от Македония не е позволено да държат изпитите в Цариград и има султански указ, който забранява на лекари от Македония да практикуват в Империята. Успява да уреди разрешителното си да практикува лекарската професия в Османската империя и заминава за Битоля, където работи като лекар.
След като Вардарска Македония попада в Кралство Сърбия след Междусъюзническата война е мобилизиран от сръбските военни власти и работи в много градове в областта. В 1918 година се връща в Битоля болен от туберкулоза, но продължава да работи.
Умира в 1923 година в Битоля от туберкулоза.